# Герман Абендрот
Герман Абендрот (нім. Hermann Paul Maximilian Abendroth; 19 січня 1883 — 29 травня 1956) — німецький диригент.

## Життєпис
Народився в сім'ї книгопродавця у Франкфурті-на-Майні. У 1900–1903 роках навчався в Мюнхенській консерваторії по класах композиції, фортепіано і диригування.

Герман Абендрот

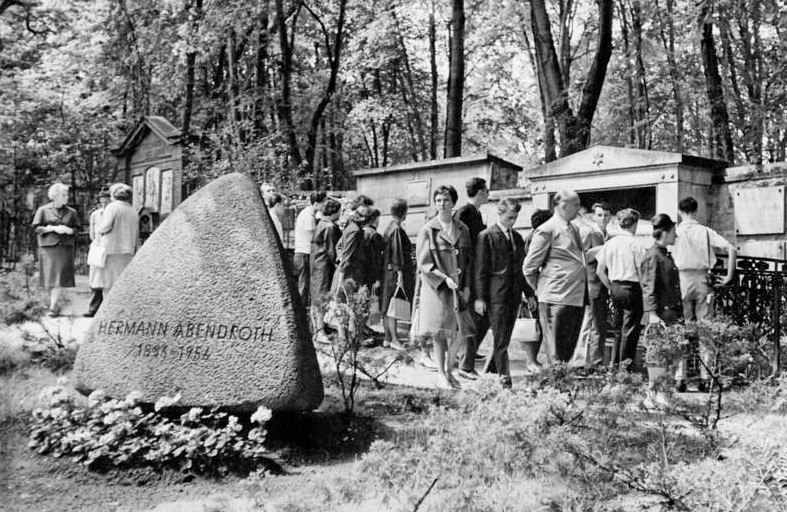
Могила Абендрота на Веймарському цвинтарі

У 1903–1904 — диригент Мюнхенського оркестрового товариства.
У 1905–1911 — диригент Товариства друзів музики в Любеку.
У 1907–1911 — капельмейстер театру в Любекі.
У 1911–1914 — музичний директор в Ессені.
У 1914–1934 очолював Гюрценіх-оркестр в Кельні.
У 1915–1934 — директор Кельнської консерваторії.
З 1918 — музичний директор у Кельні.
У 1930–1933 — музичний директор Бонні.
У 1934–1945 — керівник оркестру Гевандхауса в Лейпцигу.
У 1945–1956 — музичний директор в Веймарі. Одночасно, з 1953 року очолював Симфонічний оркестр Берлінського радіо.
Гастролював у Росії (1925, 1927, 1928, 1951, 1954). У 1943–1944 брав участь у вагнерівському фестивалі в Байройті. Помер у Єні.
Відомий як інтерпретатор музики Людвіга ван Бетховена, І. Брамса, А. Брукнера, Вагнера, Гайдна, Моцарта, Шуберта, Шумана.
Член Німецької академії мистецтв (НДР). Лауреат Національної премії НДР II ступеня (1949).
Неодноразово приїжджав на гастролі в Радянський Союз, перший раз в 1925 році. У 1954 році в Великому театрі виконав всі 9 симфоній і оперу «Фіделіо» Людвіга ван Бетховена.

## Нагороди
- Пам'ятна золота медаль Спілки сприяння благодійності (благодійної організації з Любека) (1935)
- Командорський хрест ордена Святого Савви (Югославія) (1937)
- Хрест Воєнних заслуг 2-го класу (1944)
- Сертифікат пошани за видатні заслуги у відродженні культурних традицій Веймара (Тюрингія) (1946)
- Національна премія НДР 2-го класу (1949)
- Орден «За заслуги перед Відчизною» в сріблі (1954)

### Почесні звання
- Член музичного відділу Берлінської академії мистецтв (1952)
- Почесний член Мекленбурзької державної капели (1952)
- Почесний громадянин міста Веймара (1953) — з нагоди 70-річчя.
- Почесний сенатор Єнського університету імені Фрідріха Шиллера (1953)
- Почесний член Асоціації німецьких професійних диригентів хору

### Інше
- В 1957 році, через рік після смерті Абендрота, вийшла поштова марка з його обличчям.